# Maskinongé (regionalna gmina hrabstwa)
Maskinongé – regionalna gmina hrabstwa (MRC) w regionie administracyjnym Mauricie prowincji Quebec, w Kanadzie. Stolicą jest miasto Louiseville. Składa się z 17 gmin: 1 miasta, 9 gmin i 7 parafii.
Maskinongé ma 36 286 mieszkańców. Język francuski jest językiem ojczystym dla 98,8%, angielski dla 0,7% mieszkańców (2011).